# Terre Roveresche
Terre Roveresche é uma comuna italiana da região dos Marche, Província de Pesaro e Urbino, com cerca de 5.206 habitantes. Estende-se por uma área de 70,37 km², tendo uma densidade populacional de 73,98 hab/km². Faz fronteira com Cartoceto, Colli al Metauro, Fano, Fratte Rosa, Mondavio, Monte Porzio, San Costanzo e Sant'Ippolito.